# Макдауэлл, Патрик
Патрик Макдауэлл (англ. Patrick MacDowell; 12 августа 1799, Белфаст, Северная Ирландия — 9 декабря 1870, Лондон) — британский скульптор.

## Биография
Рано лишился отца, его семья жила в относительной бедности. С 1811 по 1813 год учился у священника в Гэмпшире. В 1813 году, в возрасте 14 лет, поступил в ученики к изготовителю карет в Лондоне . Однако его хозяин вскоре обанкротился. В это время он жил в доме француза-скульптора Пьера Франсуа Шеню, который привил ему интерес к скульптуре. После этого, по рекомендации художника Джона Констебла поступил в школу Королевской академии художеств и выставлялся в Академии с 1822 года до своей смерти.
В феврале 1846 года был избран членом Королевской академии художеств и представил в качестве дипломной работы «Нимфу».
С годами стал известным творцом, преимущественно портретных бюстов и статуй, а также идеальными женскими фигурами, в которых отражается влияние на него А. Кановы.
Самые известные из его произведений: «Купальщица» (1840), «Молитва» (1841), «Виргиний и его дочь» (1850), «Бодрствующая мечта» (1853), «Праздная любовь», мраморные бюсты У. Питта и лорда Чатама (в Вестминстере), статуя Эдварда Пеллью
в Национальном морском музее Великобритании и аллегорическая группа «Европа» у Мемориала принца Альберта в Лондоне .
Умер в Лондоне и похоронен на Хайгейтском кладбище.

## Галерея
- «Мечта наяву», 1853, Новая глиптотека Карлсберга.
- «Читающая девушка», 1837, Национальная галерея Ирландии.
- Аллегорическая группа «Европа» в составе Мемориала принца Альберта в Лондоне.
- Статуя адмирала Эдварда Пеллью, Национальный морской музей (Великобритания)
- Памятник художнику Уильяму Тёрнеру в лондонском Соборе Святого Павла
- Статуя Жоржа Кювье на фасаде здания, построенного для Лондонского университета (Бёрлингтон-гарденс, 6)
- Статуя Готфрида Вильгельма Лейбница на фасаде здания Бёрлингтон-гарденс, 6
- Статуя Карла Линнея на фасаде здания Бёрлингтон-гарденс, 6
- Статуя Уильяма де Варенна, 5-й граф Суррея,  раскрашенный гипс
- Аймерик де Сент-Мор (Сеймур), рыцарь-тамплиер, раскрашенный гипс
- Дом скульптора Макдауэлла в Лондоне
- Могила скульптора на Хайгейтском кладбище.